# Castel Giorgio
Castel Giorgio is een gemeente in de Italiaanse provincie Terni (regio Umbrië) en telt 2187 inwoners (31-12-2004). De oppervlakte bedraagt 42,3 km², de bevolkingsdichtheid is 52 inwoners per km².

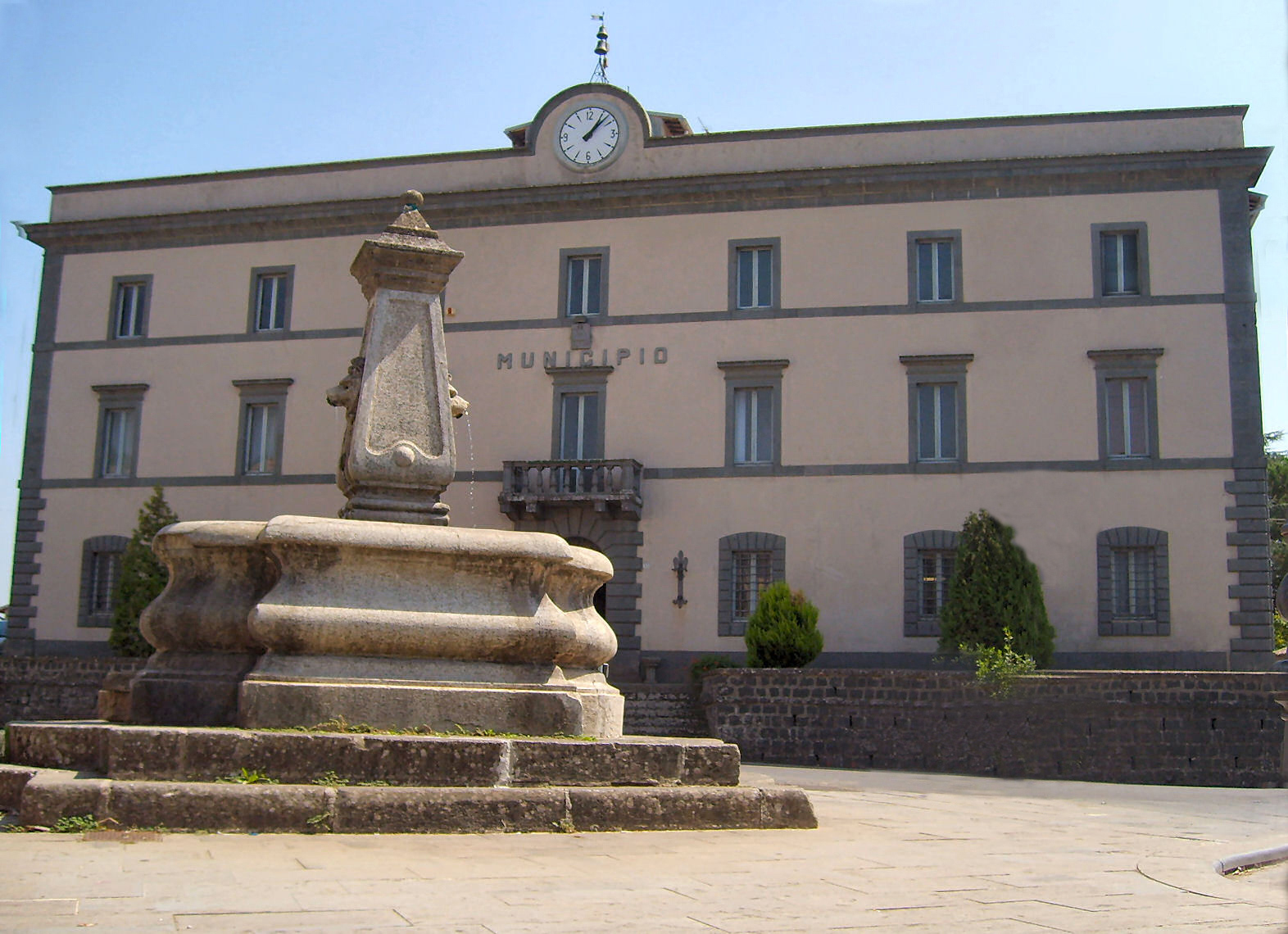
Gemeentehuis
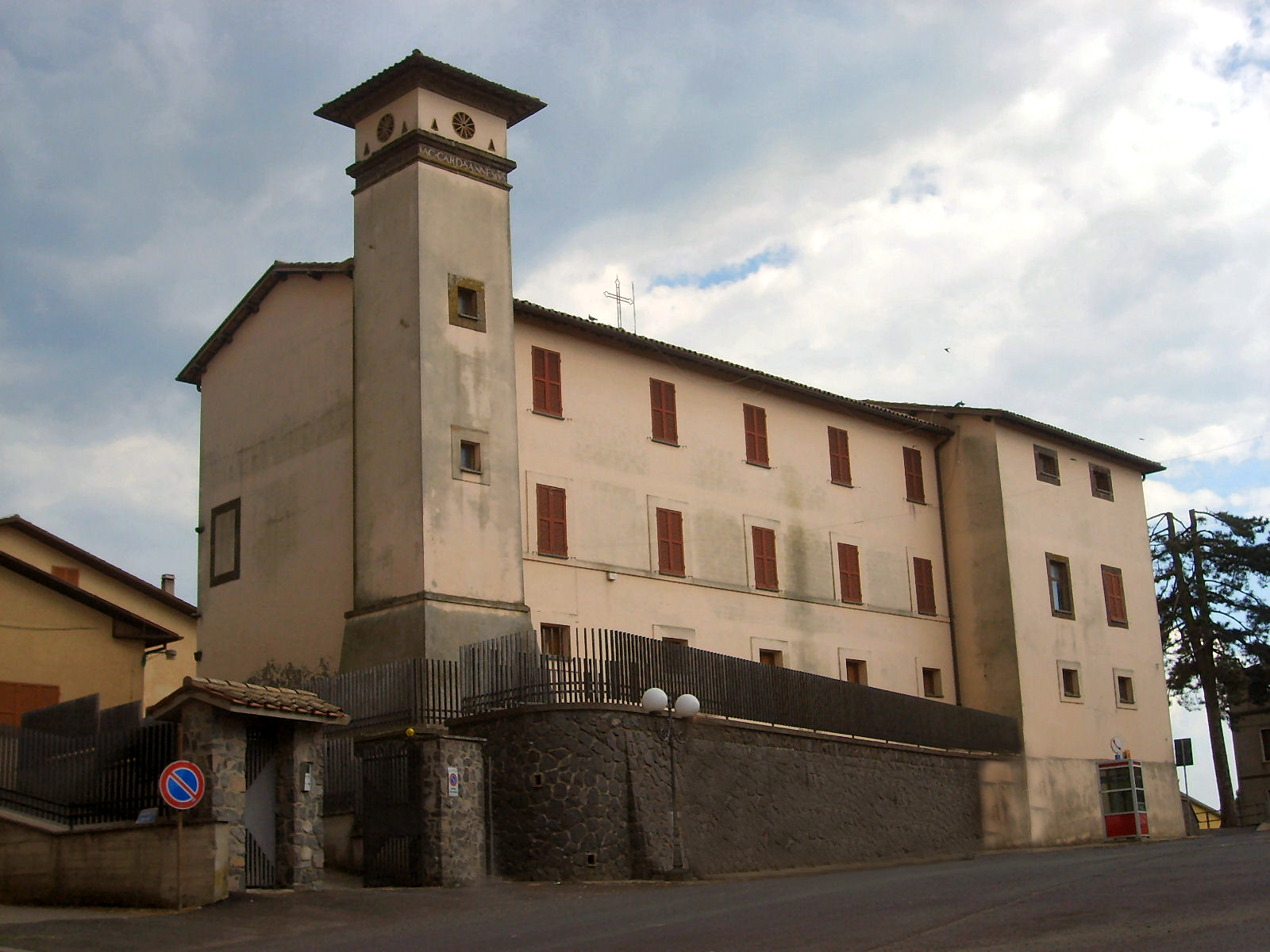
Palazzo Sannesio
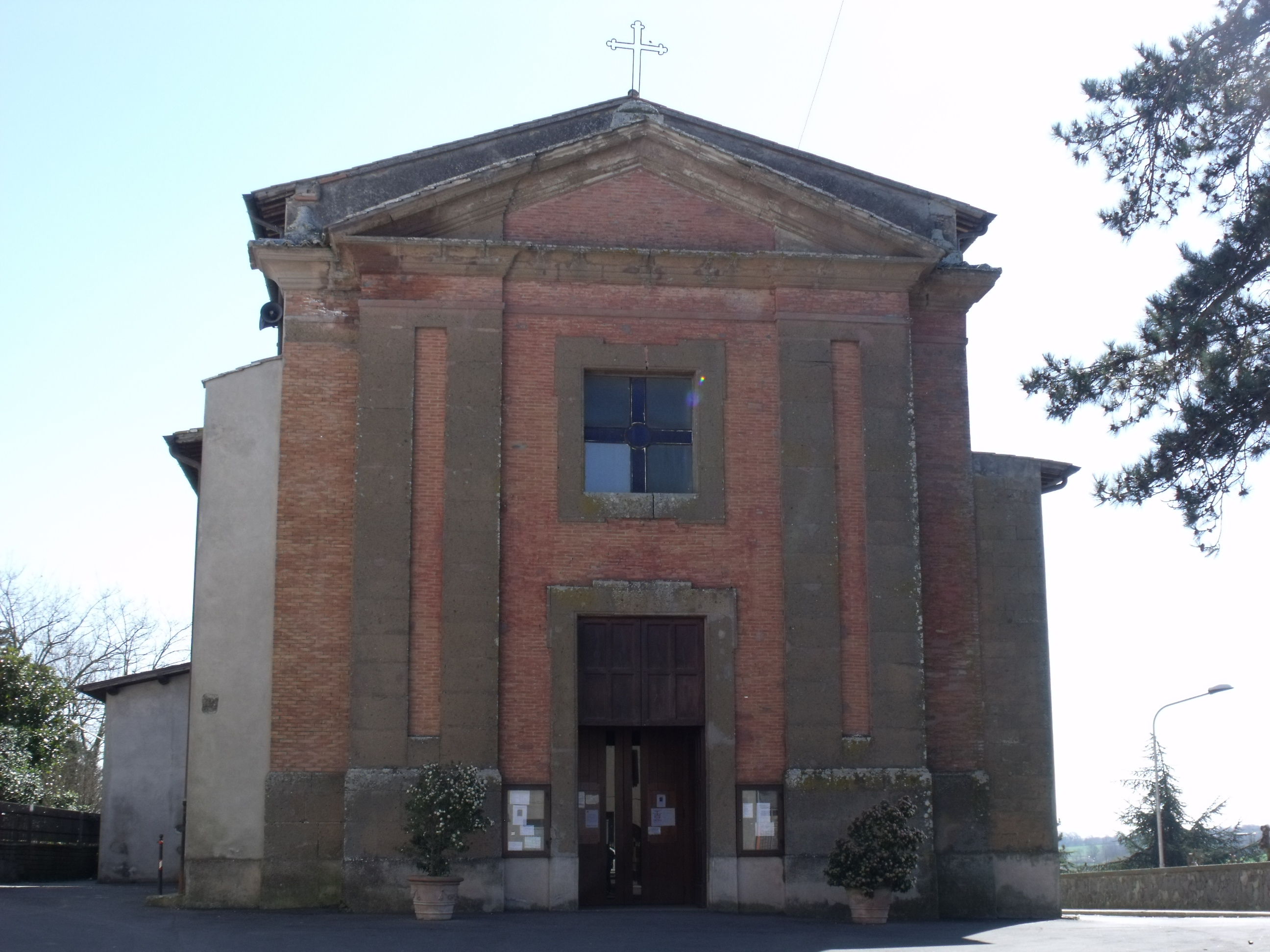
Kerk van St Pancras

## Demografie
Castel Giorgio telt ongeveer 914 huishoudens. Het aantal inwoners daalde in de periode 1991-2001 met 3,2% volgens cijfers uit de tienjaarlijkse volkstellingen van ISTAT.
| Jaar | Inwoneraantal |
| ---- | ------------- |
| 1991 | 2233          |
| 2001 | 2162          |

## Geografie
De gemeente ligt op ongeveer 559 m boven zeeniveau.
Castel Giorgio grenst aan de volgende gemeenten: Acquapendente (VT), Bolsena (VT), Castel Viscardo, Orvieto, San Lorenzo Nuovo (VT).
Acquasparta · Allerona · Alviano · Amelia · Arrone · Attigliano · Avigliano Umbro · Baschi · Calvi dell'Umbria · Castel Giorgio · Castel Viscardo · Fabro · Ferentillo · Ficulle · Giove · Guardea · Lugnano in Teverina · Montecastrilli · Montecchio · Montefranco · Montegabbione · Monteleone d'Orvieto · Narni · Orvieto · Otricoli · Parrano · Penna in Teverina · Polino · Porano · San Gemini · San Venanzo · Stroncone · Terni
1. ↑  https://demo.istat.it/?l=it.